# Акты служилых землевладельцев
«Акты служилых землевладельцев» (АСЗ; полное название: «Акты служилых землевладельцев XV—начала XVII века») — научная публикация текстов документов (актов) XV—начала XVII века, некогда принадлежавших частным архивам русских служилых людей, а в настоящее время хранящихся в Российском государственном архиве древних актов. Большая часть публикуемых документов обнаружена впервые.

## Список томов
Акты служилых землевладельцев XV—XVII века. Сборник документов. В четырёх томах. — М., 1997—2008.
1997
- Акты служилых землевладельцев XV—XVII века. Том I 
/ Составители: А. В. Антонов, К. В. Баранов. — М.: Археографический центр, 1997. — 432 с. — 1 000 экз. — ISBN 5-06-886169-5.

1998
- Акты служилых землевладельцев XV—начала XVII века. Том II 
/ Составитель: А. В. Антонов. — М.: Памятники исторической мысли, 1998. — 608 с. — 1 000 экз. — ISBN 5-88451-971-3.

2002
- Акты служилых землевладельцев XV—начала XVII века. Том III 
/ Составитель: А. В. Антонов. — М.: Древлехранилище, 2002. — 680 с. — 800 экз. — ISBN 5-93646-042-8.

2008
- Акты служилых землевладельцев XV—XVII века. Том IV 
/ Составитель: А. В. Антонов. — М.: Древлехранилище, 2008. — 632 с. — 800 экз. — ISBN 978-5-93646-123-1.